# Carl Koch (Politiker, 1879)
Carl Johannes Leopold Koch, auch Karl Koch (* 1. November 1879 in Güstrow; † 5. Mai 1965 in Schönberg) war ein deutscher Rechtsanwalt, CDU-Politiker und Bürgermeister von Schönberg.

## Leben
Carl Koch, ein Kaufmannssohn, besuchte bis zur Reifeprüfung Ostern 1900 die Domschule Güstrow und studierte anschließend Rechtswissenschaften an den Universitäten Berlin und Freiburg und ab Oktober 1903 an der Universität Rostock. 1905 bestand er die erste, 1909 die zweite juristische Prüfung. Im Januar 1910 wurde er zum Gerichtsassessor ernannt und war vorübergehend als Hilfsarbeiter beim Magistrat Treptow tätig. 1911 ließ sich Koch als Rechtsanwalt und Notar in der westmecklenburgischen Kleinstadt Schönberg nieder. Von 1914 bis 1920 und von 1926 bis 1933 versah er das Amt des Bürgermeisters. In dieser Funktion vertrat er in der Zeit des Ersten Weltkriegs die Landschaft im Ständetag von Mecklenburg-Strelitz (Fürstentum Ratzeburg). 
Als Rechtsanwalt verteidigte er im Frühjahr 1925 Josef Jakubowski, konnte jedoch dessen Verurteilung zum Tode in einem der bedeutendsten Justizirrtümern in der deutschen Rechtsgeschichte des 20. Jahrhunderts nicht verhindern. Im Februar 1933 entfernten ihn die Nationalsozialisten aus dem Amt des Bürgermeisters und verhängten bis 1937 ein Berufsverbot, da Koch als republikanisch gesinnter Anwalt in der Weimarer Zeit prominent hervorgetreten war.
Am 10. Mai 1945 bestellten die britischen Besatzungsbehörden Carl Koch abermals zum Bürgermeister der Stadt Schönberg. Nach dem Abzug der Briten Anfang Juli erfolgte im August die Ernennung von Koch zum Kreisrichter durch die sowjetische Kommandantur. Koch baute im selben Monat gemeinsam mit dem Kaufmann Leonhard Stender, dem Amtsrichter Alfons Malik, dem Ingenieur Heinrich Ahrendt, dem Vertreter Wilhelm Piper, dem Maschinenbauer Franz Fischer, dem Autoschlosser Werner Behrend und dem Gewerbeaufsichtsbeamten Franz Kirchner eine CDU-Ortsgruppe auf. Bei den Kommunalwahlen lag die CDU noch vor der SED. Karl Koch wurde schließlich in die Stadtvertretung, den Kreistag und den Landtag gewählt, wo er präsidiale Ämter übernahm. Als Rechtspolitiker setzte sich Koch im Landtag für die Verabschiedung einer Landesverfassung ein und wollte die Verfassung gegen die totalitären Anfechtungen der SED gewappnet wissen. 1950 wurde Koch zusammen mit dem CDU-Landrat Adalbert Schreiber heftig attackiert. Die CDU zog ihn als Vorsitzenden des Kreistages Grevesmühlen zurück, nachdem ihn die SED-Landeszeitung als „Erzreaktionär und Doppelzüngler“ angegriffen hatte. Für kurze Zeit nahm ihn sogar das Ministerium für Staatssicherheit in Haft. Unter dem Vorwand seines hohen Alters legte ihm die gleichgeschaltete CDU einen Verzicht auf politische Mandate nahe.
1963 war er Ehrengast bei der Einweihung eines Denkmals für Jozef Jakubowski in Palingen.

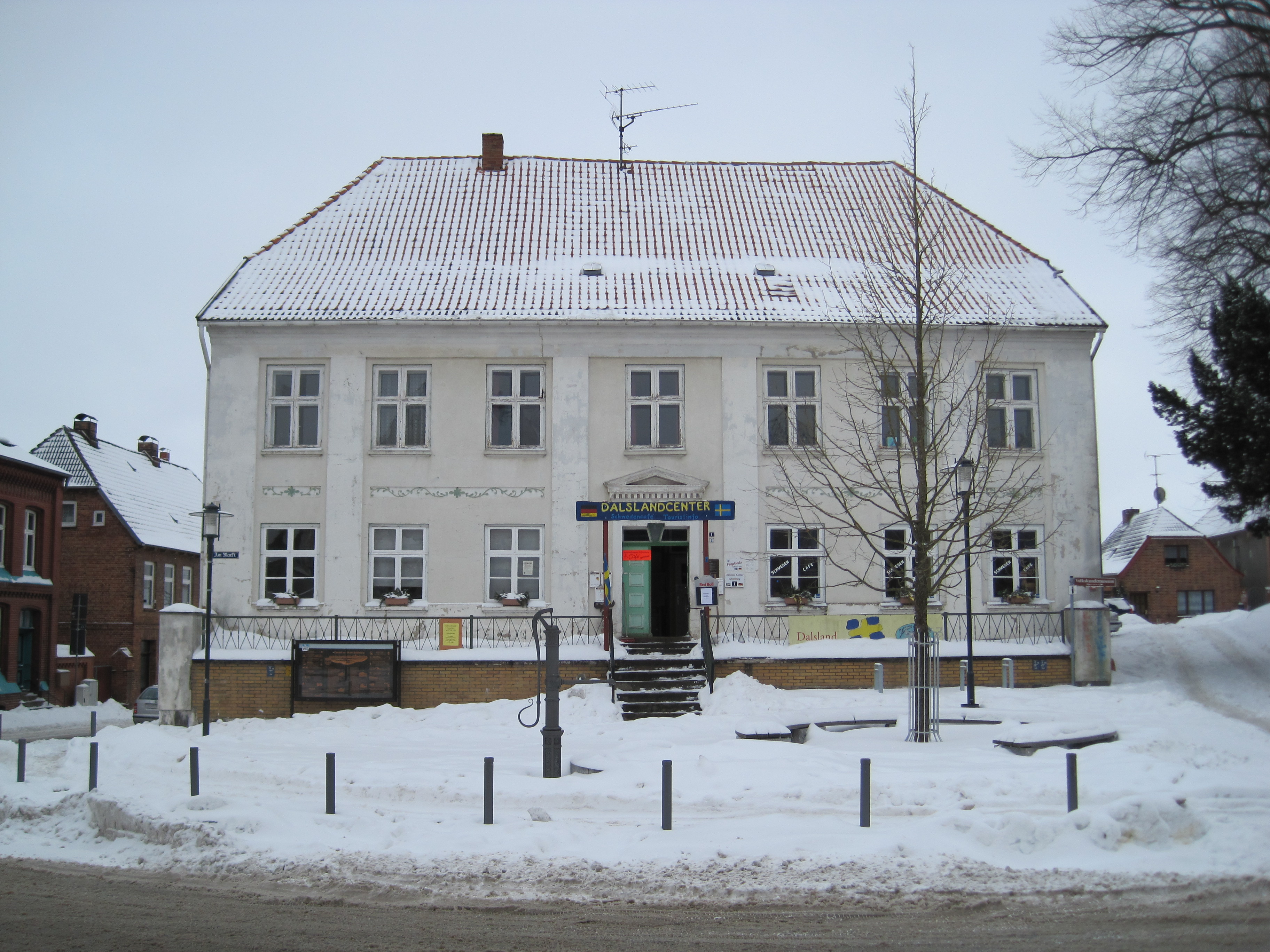
Kochsches Haus in Schönberg

Nach ihm ist in Schönberg sein ehemaliges Haus, das denkmalgeschützte Kochsche Haus, Am Markt 1, benannt. Das Gebäude wurde in der ersten Hälfte des 19. Jahrhunderts errichtet und beherbergt heute nach umfassender Restaurierung das Volkskundemuseum in Schönberg.
2006 und 2008 wurde vom CDU-Ortsverband Schönberg-Umland zu seinem Andenken ein Carl-Koch-Preis vergeben, mit dem ehrenamtliches Engagement einer im ehemaligen Kreis Schönberg wohnenden Person unabhängig von Parteizugehörigkeit ausgezeichnet wird.